# Francisco José Tenreiro
Francisco José de Vasques Tenreiro, né le 20 janvier 1921 dans la ville de São Tomé et mort le 31 décembre 1963 à Lisbonne, est un géographe, universitaire et poète portugais.
Élève du géographe portugais Orlando Ribeiro, il est l'auteur d'une thèse remarquée sur l'île de São Tomé, A Ilha de São Tomé : estudo geográfico (1961).